# NORCECA Final Four maschile 2025
La NORCECA Final Four 2025, 4ª edizione dell'omonima competizione maschile di pallavolo, si è svolta dal 25 al 27 luglio 2025: al torneo hanno partecipato quattro squadre nazionali nordamericane e la vittoria finale è andata per la seconda volta consecutiva a Porto Rico.

## Impianti
|                                                                        |  |  |
|                                                                        |  |  |
| Arena BUAP Città: Puebla de Zaragoza Capienza: ? Anno d'apertura: 2017 |  |  |

## Regolamento

### Formula
Le squadre hanno disputato un'unica fase con formula del girone all'italiana.

### Criteri di classifica
Se il risultato finale è stato di 3-0 sono stati assegnati 5 punti alla squadra vincente e 0 a quella sconfitta, se il risultato finale è stato di 3-1 sono stati assegnati 4 punti alla squadra vincente e 1 a quella sconfitta, se il risultato finale è stato di 3-2 sono stati assegnati 3 punti alla squadra vincente e 2 a quella sconfitta.
L'ordine del posizionamento in classifica è stato definito in base a:
- Numero di partite vinte;
- Punti;
- Ratio dei punti realizzati/subiti;
- Ratio dei set vinti/persi;
- Risultati degli scontri diretti.

## Squadre partecipanti
| Squadra         | Qualificazione      | Ultima partecipazione |
| --------------- | ------------------- | --------------------- |
| Guatemala       | -                   | Porto Rico 2024       |
| Messico         | Paese organizzatore | Porto Rico 2024       |
| Porto Rico      | -                   | Porto Rico 2024       |
| Rep. Dominicana | -                   | Porto Rico 2024       |

## Torneo

### Risultati
| 25 luglio 2025 Arena BUAP, Puebla de Zaragoza Durata: 1h:27 - Spettatori: 2 000 | Rep. Dominicana | 0 - 3 | Porto Rico      | 24-26, 20-25, 21-25              |
| 25 luglio 2025 Arena BUAP, Puebla de Zaragoza Durata: 1h:38 - Spettatori: 3 000 | Messico         | 3 - 0 | Guatemala       | 27-25, 28-26, 30-28              |
| 26 luglio 2025 Arena BUAP, Puebla de Zaragoza Durata: 1h:11 - Spettatori: 1 500 | Porto Rico      | 3 - 0 | Guatemala       | 25-21, 25-16, 25-19              |
| 26 luglio 2025 Arena BUAP, Puebla de Zaragoza Durata: 1h:26 - Spettatori: 3 500 | Messico         | 3 - 0 | Rep. Dominicana | 25-19, 25-18, 25-19              |
| 27 luglio 2025 Arena BUAP, Puebla de Zaragoza Durata: 1h:41 - Spettatori: 1 500 | Rep. Dominicana | 3 - 1 | Guatemala       | 25-22, 25-20, 20-25, 25-21       |
| 27 luglio 2025 Arena BUAP, Puebla de Zaragoza Durata: 2h:15 - Spettatori: 4 000 | Messico         | 2 - 3 | Porto Rico      | 25-23, 21-25, 25-22, 17-25, 9-15 |

### Classifica
| Pos. | Squadra         | Pt | G | V | P | SV | SP | Ratio | PF  | PS  | Ratio |
| ---- | --------------- | -- | - | - | - | -- | -- | ----- | --- | --- | ----- |
| 1.   | Porto Rico      | 13 | 3 | 3 | 0 | 9  | 2  | 4,500 | 261 | 218 | 1,197 |
| 2.   | Messico         | 12 | 3 | 2 | 1 | 8  | 3  | 2,666 | 257 | 245 | 1,048 |
| 3.   | Rep. Dominicana | 4  | 3 | 1 | 2 | 3  | 7  | 0,428 | 216 | 239 | 0,903 |
| 4.   | Guatemala       | 1  | 3 | 0 | 3 | 1  | 9  | 0,111 | 223 | 255 | 0,874 |

## Classifica finale
| Pos     | Squadra         | Rosa                                                                      |
| ------- | --------------- | ------------------------------------------------------------------------- |
| Oro     | Porto Rico      | Template:Porto Rico maschile pallavolo NORCECA Final Four 2025            |
| Argento | Messico         | Template:Messico maschile pallavolo NORCECA Final Four 2025               |
| Bronzo  | Rep. Dominicana | Template:Repubblica Dominicana maschile pallavolo NORCECA Final Four 2025 |
| 4       | Guatemala       | Template:Guatemala maschile pallavolo NORCECA Final Four 2025             |

## Premi individuali
| Premio                | Nome            | Squadra         |
| --------------------- | --------------- | --------------- |
| MVP                   | Pedro Molina    | Porto Rico      |
| Miglior realizzatore  | Andy Leonardo   | Guatemala       |
| Miglior servizio      | Pedro Molina    | Porto Rico      |
| Miglior difesa        | Josué González  | Guatemala       |
| Miglior ricevitore    | Isaías Aguirre  | Messico         |
| Miglior palleggiatore | Luke Ramírez    | Rep. Dominicana |
| Miglior opposto       | Andy Leonardo   | Guatemala       |
| Miglior schiacciatore | Isaías Aguirre  | Messico         |
| Miglior schiacciatore | Pelegrín Vargas | Porto Rico      |
| Miglior centrale      | Jason Hernández | Guatemala       |
| Miglior centrale      | Axel Téllez     | Messico         |
| Miglior libero        | Josué González  | Guatemala       |

## Statistiche
| Rendimento individuale | Rendimento individuale | Rendimento individuale | Rendimento individuale |
| Pos.                   | Nome                   | Punti                  | Squadra                |
| ---------------------- | ---------------------- | ---------------------- | ---------------------- |
| 1                      | Andy Leonardo          | 48                     | Guatemala              |
| 2                      | Isaías Aguirre         | 45                     | Messico                |
| 3                      | Pelegrín Vargas        | 41                     | Porto Rico             |
| 4                      | Alexis Garay           | 34                     | Messico                |
| 4                      | Pedro Molina           | 34                     | Porto Rico             |

| Attacchi vincenti | Attacchi vincenti | Attacchi vincenti | Attacchi vincenti |
| Pos.              | Nome              | Punti             | Squadra           |
| ----------------- | ----------------- | ----------------- | ----------------- |
| 1                 | Andy Leonardo     | 42                | Guatemala         |
| 2                 | Isaías Aguirre    | 41                | Messico           |
| 3                 | Pelegrín Vargas   | 36                | Porto Rico        |
| 4                 | Alexis Garay      | 29                | Messico           |
| 5                 | Héctor Cruz       | 28                | Rep. Dominicana   |

| Muri vincenti | Muri vincenti   | Muri vincenti | Muri vincenti   |
| Pos.          | Nome            | Punti         | Squadra         |
| ------------- | --------------- | ------------- | --------------- |
| 1             | Axel Téllez     | 9             | Messico         |
| 1             | Jason Hernández | 9             | Guatemala       |
| 3             | Moises Ortiz    | 7             | Rep. Dominicana |
| 4             | Ismael Alomar   | 6             | Porto Rico      |
| 4             | Ronny Molina    | 6             | Rep. Dominicana |

| Battute vincenti | Battute vincenti     | Battute vincenti | Battute vincenti |
| Pos.             | Nome                 | Punti            | Squadra          |
| ---------------- | -------------------- | ---------------- | ---------------- |
| 1                | Pedro Molina         | 7                | Porto Rico       |
| 2                | Axel Téllez          | 5                | Messico          |
| 3                | Andy Leonardo        | 4                | Guatemala        |
| 4                | Klistan Lawrence     | 2                | Porto Rico       |
| 4                | Alexis Garay         | 2                | Messico          |
| 4                | Juan Salvador García | 2                | Messico          |
| 4                | Héctor Cruz          | 2                | Rep. Dominicana  |
| 4                | Adrián Figueroa      | 2                | Rep. Dominicana  |